# Petar Stojanović (compositeur)
Pour les articles homonymes, voir Petar Stojanović et Stojanović.
Petar Stojanović, né le 7 septembre 1877 à Budapest et décédé le 11 septembre 1957 à Belgrade est un violoniste, compositeur de ballets, d'opérettes et de musique orchestrale serbe.

## Biographie
Né à Budapest, il étudie le violon avec Jenő Hubay. Au Conservatoire de Vienne, il étudie le violon avec Jakob Grün, la composition et le piano avec Robert Fuchs et Richard Heuberger. En 1925, il devient professeur de violon à Belgrade, où il vit jusqu'à sa mort. Il donne des concerts en soliste au violon et est membre d'un quatuor à cordes. Il est un des fondateurs de l'Académie de Musique de Belgrade.
Il a composé, entre autres, deux opéras et trois opérettes, deux ballets et un poème symphonique, sept concertos pour violon et deux pour alto, un concerto pour cor, flûte, et de la musique de chambre.
Une école de musique dans la ville de Ub porte son nom.

## Œuvres principales

### Pour la scène
- Tigar (Le Tigre), opéra-comique ; livret de R. von Perger, Budapest, 14 novembre 1905
- Devojka na Mansardi (La fille du grenier); livret de Viktor Léon, 1917
- Vojvoda od Rajhštata (Le duc de Reichstadt); livret de Viktor Léon et Heinz Reichert, Vienne, 1921
- Mirjana, ballet (1942)
- Devet čiraka (Neuf chandeliers), ballet (1944)

### Œuvres orchestrales
- Smrt junaka (La mort du héros), poème symphonique (1918)
- Sava, poème symphonique (1935)

### Concertos
- Concerto pour violon no 1 (1904)
- Concerto pour violon no 2 (Prague, 1916)

### Musique de chambre
- Quintette avec piano en do mineur, Op. 9 (1909)
- Quatuor avec piano en Ré majeur, Op. 15 (1913)
- Trio avec piano, Op. 16 (1913)
- Jugoslovenski rondo i Humoreska (Rondo et humoresque yougoslave) pour violon et piano (1955)
- Sonate en Do majeur pour alto et piano, Op. 97

## Liens
- Liste de compositeurs d'opérettes, d'opéras-comiques et de comédies musicales
- « Stojanović, Petar » (partitions libres de droits), sur l'IMSLP

## Source de traduction
- (en) Cet article est partiellement ou en totalité issu de l’article de Wikipédia en anglais intitulé « Petar Stojanović (composer) » (voir la liste des auteurs).